# Werner Karl Heisenberg
Werner Karl Heisenberg (Würzburg, 5 dicembre 1901 – Monaco di Baviera, 1º febbraio 1976) è stato un fisico tedesco.
Fu uno dei principali artefici della meccanica quantistica, in particolare per aver ispirato e formulato la versione nota come meccanica delle matrici e il principio di indeterminazione. Ricevette il premio Nobel per la fisica nel 1932 "per la creazione della meccanica quantistica". Dette anche importanti contributi alle teorie dell'idrodinamica dei flussi turbolenti, del nucleo atomico, del ferromagnetismo, dei raggi cosmici e delle particelle subatomiche e fu determinante nella pianificazione del primo reattore nucleare della Germania Occidentale a Karlsruhe.
Durante la seconda guerra mondiale fu uno dei principali scienziati del programma tedesco sulle armi nucleari.

## Biografia

### Infanzia e adolescenza
Nel tardo pomeriggio del 5 dicembre 1901 Anna Wecklein Heisenberg, moglie del bizantinista August Heisenberg, dà alla luce il suo secondogenito, Werner Karl. Per l'esattezza, alle sedici e quarantacinque del precisissimo registro anagrafico di Würzburg, dove la famiglia vive al numero 10 di Heidingfeldstrasse.
I primi anni di Werner trascorrono in un ambiente sereno tra solenni regole dell'accademia e faccende di casa. Nelle poche immagini rimaste Werner Heisenberg appare un bambino timido e schivo, di corporatura esile, ai limiti della gracilità, con un caschetto di capelli biondissimi e le guance tempestate di lentiggini.
Insieme al fratello più grande vive all'insegna di una continua, incessante rivalità, motivata probabilmente dal desiderio di assicurarsi le scarse attenzioni del padre, che per parte sua contribuisce ad alimentare fin dall'inizio il confronto. In un modo o nell'altro, la rivalità fomentata dal padre nei due figli deve aver influenzato la vita di Werner Heisenberg, che negli anni a venire non avrebbe mai fatto nulla per nascondere il suo istinto a primeggiare sempre e comunque, dal lavoro alle attività ricreative, manifestando una determinazione non comune, che seppe alimentare con una grande capacità di sottoporsi a una mole impressionante di lavori e con un talento non comune.
Gli insegnanti riconoscono le sue doti eccezionali fin dagli anni di Würzburg, dove frequenta le prime classi del Gymnasium, prima che il padre venga trasferito improvvisamente a Monaco alla fine del 1909, in seguito alla morte di Karl Krumbacher, il suo maestro. Nei primi tre anni del ginnasio, Werner si dedica prevalentemente allo studio del latino e della matematica raggiungendo risultati eccellenti. Alla fine del secondo anno un insegnante scrive: «Ha conseguito con facilità risultati eccellenti, quasi per gioco».
L'ambiente culturalmente stimolante di Monaco rappresenta per Werner un'opportunità ideale per il proseguimento degli studi. Quando Werner si iscrive nell'autunno 1911 al Maximilians-Gymnasium, la scuola ha già una solida reputazione di istituto d'élite e il giovane Heisenberg si merita d'ufficio l'iscrizione nella sezione A del ginnasio, quella destinata agli studenti più promettenti.
Sostiene gli esami nell'estate del 1920, il 7 luglio 1920 e la brillante prova orale di Werner gli assicura l'ultimo posto utile per conquistare una borsa di studio alla prestigiosa Maximilianeum-Stiftung, la fondazione istituita nel 1849 da Massimiliano II di Baviera.

### L'Università
Conclusi gli studi liceali, Heisenberg doveva decidere in quale campo proseguire il proprio percorso e scelse di iscriversi alla facoltà di matematica, materia che lo aveva sempre appassionato. Il padre così gli combinò un incontro con Ferdinand von Lindemann, un famoso professore di matematica, noto per aver risolto il problema della quadratura del cerchio. Quando Heisenberg entrò nell'ufficio, vide che sulla scrivania era accucciato un cagnolino nero, che cominciò ad abbaiare nei suoi confronti quando lui, balbettando, domandò al professore il permesso di seguire i suoi seminari, sperando che bastassero le sue conoscenze di autodidatta. Lindemann gli domandò allora cosa avesse letto ultimamente e Heisenberg gli citò Spazio, tempo e materia di Hermann Weyl, in cui l'autore cercava di dar forma matematicamente alla teoria della relatività.
Lindemann osservò che in quel caso, era evidente che la matematica non faceva per Heisenberg, e gli fece un cenno per indicare che il colloquio era finito.
Dopo estenuanti discussioni in famiglia August Heisenberg, allora, procurò al figlio un appuntamento con Arnold Sommerfeld, preside della facoltà di fisica teorica dell'Università di Monaco. Il professore dopo un breve colloquio accettò il giovane Heisenberg che di lì a poco si iscrisse al corso di Sommerfeld, articolato in sei semestri, organizzato dalla facoltà di filosofia, prima di poter affrontare l'esame di laurea. Heisenberg, che prima era stato intenzionato ad iscriversi a matematica, capisce subito di aver fatto la scelta giusta. Più che le lezioni di Sommerfeld, tuttavia, ad influenzarlo veramente sarà la conoscenza di un suo compagno di studi con cui avrebbe stretto un'amicizia destinata a durare per tutta la vita: Wolfgang Pauli.
Werner segue un programma impegnativo: cinque corsi principali che vertono sulla fisica teorica. Nello stesso periodo, Heisenberg si avvicina al movimento giovanile tedesco, pur rifiutandone il carattere nazionalista, passando le sue giornate in mezzo alla natura con i suoi amici. Tra il 1920 e il 1921, si avvicina alla frangia di sinistra del movimento (pur mantenendosi apolitico), perché condivide con loro gli interessi pedagogici: tiene infatti lezioni serali sull'opera lirica tedesca a beneficio dei lavoratori e organizza un corso di astronomia. La sera si reca in campagna, seguito da intere famiglie, per andare a guardare le stelle, o fa da cicerone all'osservatorio statale, riscuotendo un grande successo. Heisenberg stesso racconta che il suo stile di vita, completamente diverso da quello di Pauli, che era abituato a stare sveglio fino all'alba per poi presentarsi a lezione solo a pomeriggio inoltrato, avrebbe offerto motivo di divertenti battibecchi per tutto il tempo in cui i due studiarono insieme.
La vita universitaria a Monaco lo assorbe completamente e il suo precoce talento comincia a mettersi in luce sotto la guida di Arnold Sommerfeld. Durante un convegno a Jena, Heisenberg presenta il suo "modello della regione centrale dell'atomo", che spiega molti dei fenomeni inspiegabili fino ad allora e il 17 dicembre 1921 la «Zeitschrift für Physik», una delle più importanti riviste di fisica, accetta il manoscritto proposto da Heisenberg per la pubblicazione.
È a Gottinga, nel giugno 1922, che Heisenberg incontra per la prima volta, durante una conferenza, Bohr, le sue domande argute suscitano l'interesse di Bohr, tanto da far iniziare una fruttuosa collaborazione durata quasi vent'anni. Curiosamente Heisenberg ha problemi all'università nel passare gli esami, tanto da ottenere un punteggio minimo al dottorato.
Nei primi mesi del 1923 Max Born, direttore dell'istituto di fisica teorica a Gottinga, propone al giovane Heisenberg un semestre come assistente per sostituire Pauli, il giovane Werner accetta anche se non ha molto tempo per dedicarsi alla stesura del suo lavoro di laurea.
Il 10 luglio 1923 sottopone una tesi di sole 59 pagine alla commissione della facoltà di filosofia e il 23 luglio 1923 si presenta davanti alla commissione per sostenere l'esame di laurea, risponde molto facilmente alle domande di fisica teorica e matematica ma ha molte difficoltà a rispondere alle domande di fisica sperimentale, alla fine supera l'esame con una media poco sopra la sufficienza.

### Il principio di indeterminazione e l'interpretazione di Copenaghen
Werner arriva per la prima volta a Copenaghen il 15 marzo 1924, dove trova un ambiente accogliente. I primi giorni li trascorre in lunghe discussioni con Bohr sulla filosofia della fisica dei quanti e sulla nuova teoria di Bohr-Kramers-Slater (BKS) sulla dualità tra onda e particella nella teoria quantistica della radiazione, uno dei più profondi enigmi della fisica dell'epoca.
A luglio Bohr gli comunica l'attribuzione di una generosa borsa di studio per trascorrere un anno a Copenaghen e il 28 luglio 1924 il corpo docente di Gottinga approva la sua abilitazione all'insegnamento nelle università tedesche, grazie a una dissertazione sulla teoria dell'effetto Zeeman.
A metà settembre 1924 Werner fa il suo timido ingresso nel tempio della fisica atomica di Copenaghen, dove la vita è molto dura a causa della concorrenza dei giovani fisici più promettenti provenienti da tutto il mondo. Ma questo ambiente lo stimola, infatti da lì a pochi mesi Werner si incammina sulla strada che lo porterà a formulare la "meccanica matriciale". Nella meccanica matriciale Werner sostituisce le orbite classiche con una serie ordinata di enti di una matrice e in seconda battuta applica il principio di conservazione dell'energia.
Questa condizione gli permette di derivare le energie degli stati stazionari applicando la sua regola di moltiplicazione per gli elementi di matrice alle corrispondenti espressioni classiche. Heisenberg pubblicherà la sua nuova scoperta alla fine di luglio 1925 sulla «Zeitscrift für Physik» e questa susciterà il grande interesse di Born e Dirac, i quali interpreteranno la regola di Heisenberg come la relazione quanto-meccanica per la moltiplicazione delle matrici momento e posizione di un qualsiasi sistema meccanico. L'intuizione sopraggiunse a Heisenberg la notte del 7 giugno mentre era in vacanza sull'isola di Helgoland. Riflettendo sulla questione, ebbe l'idea verso le tre di notte, per poi recarsi in uno dei punti a sud dell'isola per osservare l'alba. Dopo aver mostrato agli altri scienziati la sua intuizione e interpretati i dati che richiamavano al calcolo delle matrici disse con costernazione: «Non so neppure cosa sia una matrice!»
La nuova teoria deve subito affrontare una dura sfida, infatti nelle stesso periodo Erwin Schrödinger elabora la sua meccanica ondulatoria, ottenendo attraverso un'opportuna «equazione d'onda» i risultati cercati con minore complessità di calcolo rispetto alla meccanica matriciale. Poco dopo è lo stesso Schrödinger a dimostrare l'equivalenza formale dei due approcci. Lo scontro fra le due teorie è solo all'inizio e la teoria delle matrici, pur esatta, appare meno in grado di "visualizzare" la traiettoria di un elettrone; si creano delle tensioni tra i due scienziati, tanto che Heisenberg commenta aspramente:

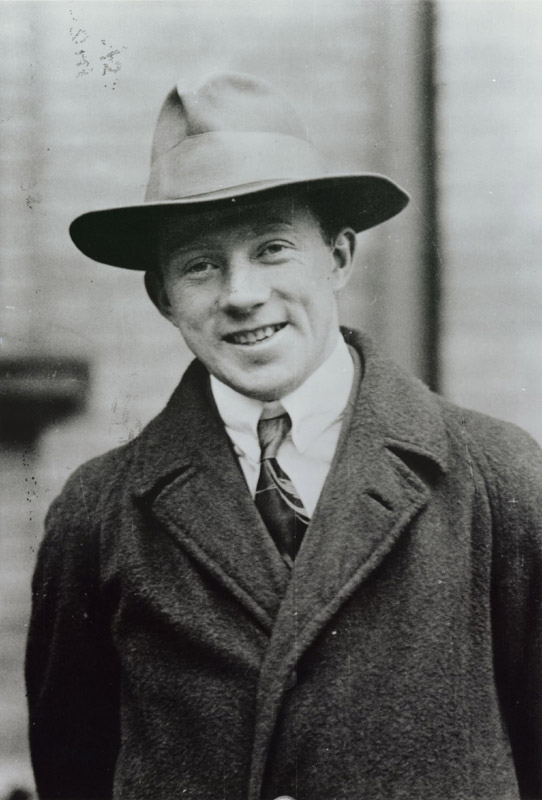
Werner Heisenberg in una foto del 1927

Questi toni evidenziano il clima di scontro di quel periodo tra le due formulazioni della meccanica quantistica, l'una che considerava i fenomeni atomici come graduali, l'altra caratterizzata da salti quantici. Al riguardo Schrödinger afferma: «Non posso immaginare che un elettrone salti qua e là come una pulce.» Chi alla fine fa da paciere tra i due fisici è Niels Bohr, invitando Schrödinger a Copenaghen per discutere della loro versione della fisica dei quanti.

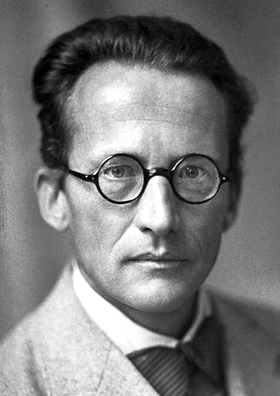
Erwin Schrodinger

Heisenberg trae ispirazione dalle parole di Einstein, incontrato durante una conferenza a Berlino. «Una sera – ricorda in Fisica e oltre – mi tornarono in mente le parole di Einstein: "È la teoria a decidere che cosa possiamo osservare". –Il problema – continua Heisenberg – andava affrontato in altro modo: la meccanica quantistica è in grado di rappresentare il fatto che un elettrone si trova approssimativamente in un punto dato e che si sposta approssimativamente a una velocità data? E poi siamo in grado di calcolare posizione e velocità in modo sufficientemente approssimato da non andare incontro a difficoltà sperimentali?»
Heisenberg trova le risposte a queste domande formulando il principio di indeterminazione, ovvero la non possibilità di conoscere esattamente nello stesso istante il valore della posizione e della velocità. Niels Bohr, suo insegnante a Copenaghen, comprende immediatamente che il principio di indeterminazione è un pilastro della nuova meccanica quantistica. Il 22 marzo inviò alla rivista Zeitschrift für Physik il suo articolo intitolato "Sul contenuto intuitivo della cinematica e della meccanica quantum-teoriche".
Durante il congresso di Como, tenutosi nell'autunno del 1927 per la commemorazione della morte di Alessandro Volta, a Niels Bohr viene affidata la comunicazione del "Gruppo di Copenaghen", quella che ancora oggi è nota come interpretazione di Copenaghen: "In ogni esperimento compaiono simultaneamente aspetti ondulatori e aspetti corpuscolari, e il fatto che si presentano sia gli uni che gli altri dà origine al disturbo che genera le relazioni di indeterminazione." Complementarità e indeterminazione saranno, d'ora in poi, il quadro di riferimento entro il quale interpretare tutti i fenomeni quantistici.

### La cattedra di Lipsia
A Lipsia va in pensione Theodor Des Coudres e Peter Debye è orientato a chiedere la disponibilità di Heisenberg, non senza informare prima Sommerfeld il quale suo malgrado acconsente alla candidatura dell'allievo. L'ambita chiamata arriva alla fine di luglio 1927, Werner accetta la cattedra di fisica teorica al Theoretisch-Physikalisches Institut di Lipsia e lascia Copenaghen per diventare, a soli ventisei anni, il più giovane professore ordinario di tutta la Germania.
Per quanto giovane, Heisenberg diventa immediatamente un polo di attrazione della fisica di Lipsia, e unisce al talento di fisico teorico doti didattiche non comuni e una determinazione ostinata nel preparare le sue lezioni, alle quali partecipano sempre più studenti.
Nel febbraio del 1929 viene inviato dalla autorità della Sassonia a un ciclo di conferenze in giro per il mondo. Nel febbraio 1929 il professore Heisenberg salpa per gli Stati Uniti, la prima tappa è New York, dopo una serie di conferenze al MIT, la seconda a Chicago dove conosce il fisico Barton Hoag, poi a Washington, dove partecipa al congresso dell'American Physical Society, successivamente al parco di Yellowstone dove ha un appuntamento con Dirac, con il quale a metà agosto affronterà la traversata del Pacifico, per proseguire il suo giro del mondo, per tenere conferenze in Giappone, Cina e per finire in India dove vede coronato il suo sogno di scalatore con le vette dell'Himalaya. Di qui riprende la strada dell'Europa, che lo porterà a Lipsia nel novembre 1929.
Il suo ritorno a Lipsia coincide con un grande fioritura per la città, che è diventata nodo degli scambi commerciali con l'Est europeo e centro di grandi stimoli culturali. Intorno alla figura di Heisenberg si coagula una scuola che conta alcuni dei più brillanti studenti e assistenti di tutta la Germania, come Felix Bloch, Lev Landau, Rudolf Peierls, Friedrich Hund, Edward Teller e Carl Friedrich von Weizsäcker destinato a diventare uno degli amici più stretti di Heisenberg. In compagnia del nutrito gruppo di allievi, Werner affronta le due questioni aperte, la relazione fra gli elettroni e i quanti di luce e il problema fondamentale, trovare una relazione che leghi tra loro i due grandi progressi della fisica di inizio secolo, la meccanica quantistica e la teoria della relatività di Einstein.
Nel marzo del 1932 James Chadwick del Cavendish Laboratory di Cambridge scopre che oltre al protone il nucleo ospita i neutroni e il 20 giugno 1932 Heisenberg spedisce un articolo alla «Zeitschrift für Physik» con il titolo "Sulla struttura dei nuclei atomici".
Il neutrone di Chadwick vi ha un ruolo da protagonista come componente dei nuclei atomici e come indefinito composto di un protone e un elettrone. Entro la fine dell'anno Heisenberg produce altri due articoli spiegando la stabilità degli isotopi. In capo a un paio d'anni, Eugene Wigner ed Ettore Maiorana completeranno il suo lavoro, Pauli proporrà il neutrino, elemento fondamentale per garantire la conservazione dell'energia e della quantità di moto, Fermi e Yukawa forniranno la teoria che ancora oggi descrive il decadimento beta.

### Il premio Nobel
All'inizio del 1933 viene promulgato il decreto sul «servizio pubblico professionale», che sancisce che tutti i dipendenti pubblici che non hanno una comprovata ascendenza ariana devono essere messi a riposo. I Premi Nobel Fritz Haber e James Franck rassegnano immediatamente le dimissioni. Max Born si ritira nella sua casa di montagna italiana a Selva di Val Gardena. Albert Einstein, ospite negli Stati Uniti per un ciclo di conferenze, decide di non rientrare più in Germania e dà le dimissioni dall'Accademia di scienze prussiana. Anche l'Università di Lipsia conta le sue vittime: Heisenberg, sotto la spinta del giovane assistente Friedrich Hund, medita le dimissioni come gesto estremo di protesta, ma alla fine di una lunga riflessione decide di chiedere consiglio al grande vecchio della fisica Max Planck. Dopo il colloquio, Heisenberg decide di rimanere e cercare di contrastare il regime dal suo interno. Nell'autunno del 1933 la Deutsche Physikalische Gesellschaft decide di assegnargli la prestigiosa Medaglia Max Planck, la massima onorificenza della fisica tedesca, che verrà consegnata il 3 novembre 1933. Ma siamo solo all'inizio: una settimana più tardi, sarà l'Accademia reale delle scienze di Svezia a dover comunicare una notizia all'insigne fisico di Lipsia. Il premio Nobel per la fisica che non era stato assegnato nel 1932 sarà conferito a Werner Heisenberg, "per la creazione della meccanica quantistica, la cui applicazione, tra le altre cose, ha portato alla scoperta delle forme allotrope dell'idrogeno", nel corso della cerimonia di consegna del premio per il 1933, attribuito a Schrödinger e Dirac. Nel maggio 1935 le leggi antisemite si fanno più severe e l'Università di Lipsia si vede privata di altri docenti. Werner torna a chiedere il consiglio di Planck, ma la situazione è disperata, la parola d'ordine del decano della fisica tedesca è: resistere.

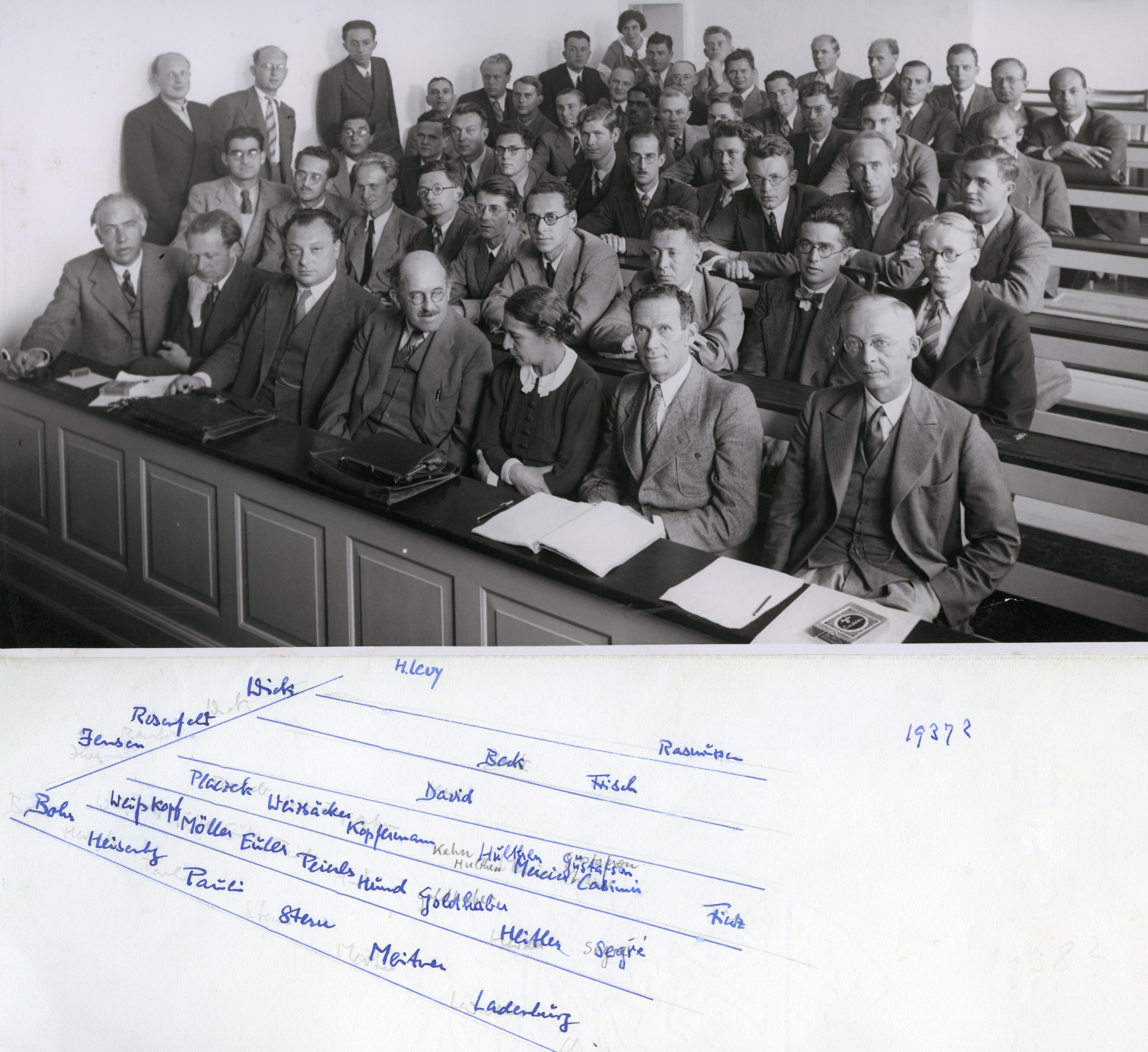
Bohr, Heisenberg e Pauli (al primo banco) in una riunione del 1937

### Il matrimonio
Il 30 gennaio 1937 Heisenberg si reca a casa dei Bücking, premiati editori di Lipsia, per un concerto e lì incrocia gli occhi chiari di una giovane donna, alta e di bell'aspetto, dall'aria serena e sorridente. Finito il concerto, i due si intrattengono in una conversazione che fa breccia nel cuore del fisico.
Elizabeth Schumacher ha appena compiuto 25 anni e proviene da una famiglia di economisti di Bonn in cui la disciplina regna sovrana. Le nozze vengono fissate a tempo di record e il 29 aprile 1937 Elizabeth e Werner si uniscono in matrimonio nella piccola chiesa di St. Annenkirche.
Di lì a nove mesi nasceranno i primi due di sette figli, Wolfgang e Maria, che coroneranno l'unione dei due coniugi.

### Il rapporto col nazismo
Sin dagli inizi del regime nazista, Heisenberg sviluppò una forte insofferenza nei confronti del nuovo regime politico. Nel suo libro Fisica e oltre. Incontri con i protagonisti, Heisenberg riporta molti episodi significativi, come una discussione avuta nel 1933 con uno studente nazionalsocialista. Heisenberg obiettò, in risposta all'acceso militarismo dello studente:
()

Heisenberg riporta anche un colloquio con Planck, avvenuto anch'esso del 1933. Heisenberg disse a Planck che molti professori a Lipsia stavano pensando di dare le dimissioni, lui compreso. Planck sconsigliò tale scelta affermando:
()
A metà luglio 1937 sul settimanale delle SS, Das Schwarze Korps, esce un articolo di Johannes Stark dal titolo «Weiße Juden in der Wissenschaft» ("Ebrei bianchi nella scienza"). L'obiettivo è Werner Heisenberg: «Non è l'ebreo come razza a costituire di per sé una minaccia, ma piuttosto lo spirito che diffonde. E se il portatore di questo spirito non è un ebreo ma un tedesco, lo si deve combattere con impegno ancora maggiore rispetto all'ebreo razziale…»
Esordisce così il pezzo di Stark, che dopo essersi preoccupato di definire gli «ebrei bianchi», rivolge decisamente le sue attenzioni a Heisenberg, mettendo insieme un dettagliato elenco dei misfatti che questi avrebbe commesso in plateale violazione delle regole del buon tedesco. Nell'articolo si citano i lavori di Heisenberg in difesa dell'insegnamento della relatività, lo si accusa di mantenere dei rapporti con Einstein e la scienza ebraica, del rifiuto di rendere onore a Hitler e del licenziamento di un assistente tedesco per far posto a due fisici ebrei. Stark paragona Heisenberg a Carl von Ossietzky, oppositore del regime e premio Nobel per la pace nel 1935, che si trova rinchiuso nel campo di concentramento di Dachau. Le reazioni indignate del corpo accademico tedesco non si fanno attendere, ma Heisenberg, che aspira da tempo ad avere la cattedra di Sommerfeld a Monaco, deve comunque difendersi dall'articolo. Per evitare d'essere messo in un angolo, l'anno successivo si rivolge direttamente a Heinrich Himmler, capo delle SS e amico di famiglia. Himmler in primo momento lo ignora, ma successivamente decide di avviare un'inchiesta affidata a tre giovani fisici di sua fiducia. L'inchiesta si protrae per mesi, nei quali le SS sottopongono Heisenberg a estenuanti interrogatori. Sono mesi di atroce sofferenza, durante i quali egli ribatte colpo su colpo senza mai perdere la calma, anche se a un certo punto è vicino alla fuga e avvia trattative segrete con un emissario della Columbia University, pronto a emigrare negli Stati Uniti se le cose dovessero prendere una brutta piega.
I rettori di mezza Germania e il Reichsministerium vengono travolti dalle lettere di protesta dei colleghi di Heisenberg, che insorgono in difesa del collega. Lui stesso si rivolge al ministro Bernhard Rust chiedendo di fare piena luce sulla vicenda; se il punto di vista di Stark sarà considerato corretto, minaccia, è pronto a rassegnare le dimissioni. Alla fine i tre giovani fisici della commissione d'inchiesta, in considerazione della levatura dell'indagato e convinti della sua buona fede, lo prosciolgono da ogni accusa, diventando suoi decisi sostenitori. Il 21 luglio 1938, a un anno di distanza, Himmler gli invia una lettera in cui disapprova l'attacco del Das Schwarze Korps e lo informa di aver proibito ogni ulteriore manovra contro di lui. Anche se Himmler gli suggerì di separare nettamente i risultati della ricerca scientifica dalle caratteristiche politiche e personali del ricercatore. Per questo motivo egli non menzionò più in pubblico il nome di Einstein.

### Il lavoro durante la guerra
La fissione nucleare venne scoperta in Germania nel 1939 (in seguito al lavoro della scuola di Enrico Fermi a Roma). Heisenberg rimase in Germania durante la seconda guerra mondiale, guidando il programma nucleare militare tedesco.
Rivelò l'esistenza del programma a Bohr durante un colloquio a Copenaghen nel settembre 1941. Dopo l'incontro la loro lunga amicizia terminò bruscamente. Bohr si unì in seguito al progetto Manhattan. Si è speculato sul fatto che Heisenberg avesse degli scrupoli morali e che avesse cercato di rallentare il progetto; lui stesso tentò di sostenere questa tesi.
Nel febbraio 2002 apparve una lettera (mai spedita) di Bohr del 1957: vi si legge che nella loro conversazione del 1941 Heisenberg non espresse alcun problema morale riguardo al progetto di costruzione della bomba; si deduce inoltre che Heisenberg aveva speso i precedenti due anni lavorandovi quasi esclusivamente, convinto che la bomba avrebbe deciso l'esito della guerra in favore della Germania nazista.

Molti storici della scienza considerano questo scritto come prova della sua adesione al progetto nazista, pur preoccupandosi della sorte dei suoi colleghi e amici che potessero essere messi in pericolo dall'occupazione della Danimarca; altri obiettano che Bohr comprese male le intenzioni di Heisenberg.
()
La versione di Heisenberg stesso a proposito del suo lavoro al programma nucleare tedesco fu che, obbligato contro la sua volontà a partecipare a tale programma, cercò di dirigerlo nella direzione degli impieghi civili del nucleare, per la produzione di energia tramite reattori a fissione, piuttosto che verso la produzione di armi atomiche.

### Il periodo postbellico
Dopo il conflitto fu nominato direttore del Kaiser-Wilhelm-Institut für Physik (subito dopo ribattezzato Max-Planck-Institut für Physik), che diresse fino al 1958, quando l'istituto fu trasferito a Monaco.

### Autobiografia e morte
Il figlio di Heisenberg, Martin Heisenberg, divenne un neurobiologo presso l'Università di Würzburg, mentre il figlio Jochen Heisenberg diventò un professore di fisica alla University of New Hampshire. Quando Heisenberg accettò il Premio Romano Guardini nel 1974, tenne un discorso, che in seguito sarebbe stato pubblicato con il titolo Verità scientifica e religiosa. Egli disse:
(Heisenberg, 1974)
Nel 1969 fu pubblicata in Germania la sua autobiografia, Der Teil und das Ganze, poi tradotta anche in altre lingue. Heisenberg aveva iniziato la stesura del libro nel 1966, quando le sue lezioni pubbliche avevano cominciato a rivolgersi sempre più a temi filosofici e religiosi.
Il libro riscosse un buon successo di pubblico, ma fu considerato problematico dagli storici della scienza. Nella prefazione Heisenberg scrisse di aver riassunto gli eventi storici, per renderli più concisi. All'epoca della pubblicazione il libro venne recensito da Paul Forman sulla rivista Science con il commento: "Ora ecco un libro di memorie sotto forma di dialogo razionalmente ricostruito. E il dialogo, come ben sapeva Galileo, è esso stesso un dispositivo letterario molto insidioso: vivace, divertente e particolarmente adatto a opinioni insinuanti, pur sfuggendo alla loro responsabilità."
Heisenberg morì di cancro ai reni il 1º febbraio 1976. La sera seguente, alcuni suoi colleghi e amici fecero una processione in sua memoria dall'Istituto di Fisica fino a casa sua, dove posero una candela accesa davanti alla porta della sua abitazione.
Nel 1980 la vedova, Elisabeth Heisenberg, pubblicò il libro Das politische Leben eines Unpolitischen ("La vita politica di una persona apolitica") dove descrisse il defunto marito con queste parole: "Prima di tutto, una persona spontanea, in seguito uno scienziato brillante, poi un artista di grande talento, e solo al quarto posto, per senso del dovere, homo politicus."

## Onorificenze
Premio Nobel per la fisica ricevuto nel 1932.

## Opere

### Autobiografie
- Werner Karl Heisenberg. Der Teil und das Ganze.
- Werner Karl Heisenberg. The Part and The Whole.

### Opere tradotte in italiano
- Mutamenti nelle basi della scienza, traduzione di Adolfo Verson, Collana Saggi, Torino, Einaudi, 1944. Collana Biblioteca di cultura scientifica, Boringhieri, Torino, 1960, ISBN 88-339-0347-8.
- I principî fisici della teoria dei quanti (ed. or. 1930), traduzione di Mario Ageno, Collana Biblioteca di cultura scientifica n.17, Torino, Einaudi, 1948. Bollati Boringhieri, 1977, ISBN 978-88-339-5217-8.
Opera tratta dalle lezioni tenute da Heisenberg all'Università di Chicago nel 1929.
- La fisica dei nuclei atomici, Collana Biblioteca Scientifica Sansoniana, Firenze, Sansoni, 1952.
- Natura e fisica moderna, traduzione di E. Casari, Collana Serie saper tutto, Milano, Garzanti, 1957.
- Werner Heisenberg - Max Born - Erwin Schrödinger - Pierre Auger,  Discussione sulla fisica moderna, traduzione di Adolfo Verson, Torino, Einaudi, 1959. Collana Universale Scientifica n.195, Boringhieri, 1980 [Trascrizione di 4 conferenze].
- Fisica e filosofia, traduzione di Giulio Gignoli, Collana La Cultura, Milano, Il Saggiatore, 1961. Introduzione di F.S.C. Northrop, Catalogo 6, Il Saggiatore, 1982, ISBN 88-428-0903-9.
- La tradizione nella scienza. Il progresso scientifico come equilibrio dialettico tra idee innovatrici e tradizione in una raccolta di saggi inediti, traduzione di Rita Pizzi, Collana Saggi rossi, Milano, Garzanti, 1982, ISBN 88-11-69274-1. [raccolta di conferenze]
- Oltre le frontiere della scienza, traduzione di S. Buzzoni, Roma, Editori Riuniti, 1984, ISBN 88-359-2731-5.
- Fisica e oltre. Incontri con i protagonisti 1920-1965 (1971), traduzione di M. e D. Paggi, Torino, Boringhieri, 1984, ISBN 88-339-0127-0. (ristampa 2017, ISBN 978-88-339-2416-8).
- Lo sfondo filosofico della fisica moderna (1984), Palermo, Sellerio, 1999, ISBN 88-389-1450-8.
- "Lo sviluppo della meccanica quantistica" in Onde e particelle in armonia - Alle sorgenti della meccanica quantistica, Milano, Jaca Book, 1991.
- Indeterminazione e realtà, a cura di Giuseppe Gembillo e Giuliana Gregorio, Collana Transazioni, Napoli, Alfredo Guida Editore, 2002, ISBN 978-88-7188-598-8.

## Heisenberg nella cultura di massa
- Nella serie televisiva Breaking Bad, "Heisenberg" è l'alias utilizzato dal protagonista Walter White (interpretato da Bryan Cranston) nel corso della sua trasformazione in produttore di droga e boss del narcotraffico.
- Sempre nello stesso universo televisivo, nella quarta stagione della serie prequel/spin-off Better Call Saul, è presente un personaggio di nome Werner Ziegler, che si riferisce al fisico tedesco poiché ha lo stesso nome di battesimo e la stessa nazionalità.
- Al cinema, Heisenberg è presente come personaggio nei film Copenhagen (interpretato da Daniel Craig, 2002) e Oppenheimer (il cui ruolo è ricoperto da Matthias Schweighöfer, 2023).
- Nel videogioco Resident Evil Village, l'antagonista secondario Karl Heisenberg è ispirato allo scienziato tedesco per via delle ricerche sul ferromagnetismo.

### Articoli di stampa
- Stefania Maurizi. "L'atomica di Hitler. Intervista a Carl Friedrich von Weizsäcker", La Stampa (inserto "Tuttoscienze"), 28 agosto 2002 (testo).
- Carlo Rovelli, "Così i fisici tedeschi boicottarono la bomba atomica di Hitler", corriere.it, 17 luglio 2024.